# Gynoplistia (Xenolimnophila) paketye
Gynoplistia (Xenolimnophila) paketye is een tweevleugelige uit de familie steltmuggen (Limoniidae). De soort komt voor in het Australaziatisch gebied.